# František Antonín Zeman
František Antonín Zeman (4. května 1838 Kaliště nad Sázavou – 24. června 1916 Praha) byl veřejně činný učitel, spisovatel, redaktor a dramatik. Přispíval do pedagogických časopisů, psal učebnice, povídky a divadelní hry pro mládež, redigoval knižní edice. Účastnil se činnosti spolků, zakládal knihovny. V rámci Ústřední matice školské měl velké zásluhy o rozvoj mateřských škol. Používal i pseudonymy F. A. Hradecký a Jaroslav Květnický.

## Život
Narodil se 4. května 1838 v Kališti nad Sázavou. Navštěvoval obecní školu v Ondřejově, c. k. českou vzornou hlavní školu a českou reálku v Praze. V letech 1857–1858 absolvoval dvouletý učitelský kurs, kde získal vysvědčení pro obecné školy. O prázdninách cestoval v severních Čechách a Sasku. Po návratu získal místo jako soukromý vychovatel v rodině inženýra Josefa Wetta na jeho statku v Kunraticích. Bylo to pro něj podnětné prostředí – v rozsáhlé knihovně se seznámil s díly českých spisovatelů (Josef Kajetán Tyl, Karel Drahotín Villani, Ján Kollár) a upevnil ve svém vlastenectví i zájmu o učitelské povolání.
V září 1858 se stal podučitelem v Libni. Tam se zapojil do veřejného života. S kolegou Tomášem Ronkem pořádal besedy, s Emanuelem Čapkem založil roku 1864 pěvecký sbor, v němž se stal nejprve jednatelem, později čestným členem. Také spoluzaložil a vedl čtenářsko-divadelní spolek.
V roce 1867 složil zkoušky pro hlavní školy a o rok později byl přijat jako podučitel na obecnou školu u maltánů v Praze. Roku 1873 se stal učitelem, později tuto školu vedl. Jeho poslední zaměstnání před odchodem do důchodu bylo jako ředitel měšťanské školy u Panny Marie Vítězné.
Nadále byl veřejně činný. Roku 1879 založil žákovskou knihovnu v Ondřejově a o dva roky později v matiční škole v Prachaticích. Rozšířil také knihovnu na maltánské škole. Byl předsedou literárního odboru pražské Paedagogické jednoty. Po roce 1900 se aktivně zapojil do činnosti Ústřední matice školské, kde stanul v čele výboru penzijního fondu na podporu vdov a sirotků. V téže organizaci se zasloužil o rozvoj mateřských škol.
Byl nositelem bronzové záslužné medaile a výstavní medaile města Prahy.
Zemřel v Praze 24. června 1916, pohřben byl na Olšanských hřbitovech.

## Dílo
Od roku 1858 přispíval do časopisů, např.: Škola a život, Štěpnice, Národní škola, Věstník bibliografický, Posel z Budče, Budečská zahrada, Komenský, Paedagogium.
Zasloužil se o vydávání Paedagogické bibliotéky. S Martinem Weinfurtem redigoval edice Budečská zahrada a Nová knihovna pro mládež, a také almanach Kytice.
K jeho vlastním dílům, z nichž některá podepsal jako Jaroslav Květnický popř. F. A. Hradecký, patří:
- Pravda v obrazích: sbírka bajek a podobenství (1874)
- Kytice z růží a pomněnek: sbírka přání k novému roku, narozeninám a jmeninám rodičův, dobrodincův i k jiným příležitostem (1876)
- Malý krasořečník: sbírka deklemací a jiných básní (1877)
- Milé povídky: sbírka bájí, povídek a pověstí (1879-83)
- Jules Gerard, proslulý lvobijce (1878)
- Jindřich z Lipé: historická povídka z dob panování Jana Lucemburského (1879). Viz též: Jindřich z Lipé
- Obrázky zvířat (1879)
- Blahé chvíle: sbírka povídek na poučenou (1881)
- Chudobky: povídky ze života pro život (1882)
- O dobrodružných cestách kupce Sindbada (1882)
- Krejčí Jehlička, aneb, Kdo snům věří, stín lapá: veselohra v jednom jednání (1887)
- Vůdce loupežníkův, aneb, Jak kdo činí, tak odplatu béře: hra v jednom jednání (1887)
- Lékař a uhlíř: fraška o jednom jednání (1888)
- Rozluštěná hádanka, aneb, Šťastný truhlářský tovaryš: veselohra ve dvou jednáních (1888)
- Prací k blaženosti: obrázky z českého života (1897)
- Robinson, čili, Osudy a dobrodružství anglické rodiny v širých stepích severní Ameriky (nedatováno)

K vydání upravil:
- František Mošner: Pěstounka, čili, Spůsob vychovávání dítek mimo školu (1874)
- Nikolauovy Obrázky z dějin vlasti pro mládež českoslovanskou (1874)
- František Doucha, jak se jeví ve spisech svých pro mládež (1876). Viz též: František Doucha
- A. V. Rouss: Chudoba a bohatství, aneb, S poctivostí nejdál dojdeš (1876)
- Christoph von Schmid: Vybrané povídky pro mládež (1888)
- Josef Vojtěch Houška: Dvacet měsíců na pustém ostrově (1894)
- Štěpán Bačkora: České báchorky (1898)

## Příbuzenstvo
- Syn František Zeman (1874–??)[7] byl lékař-pediatr, autor článků v časopisech.[8]